# Robert S. Wistrich

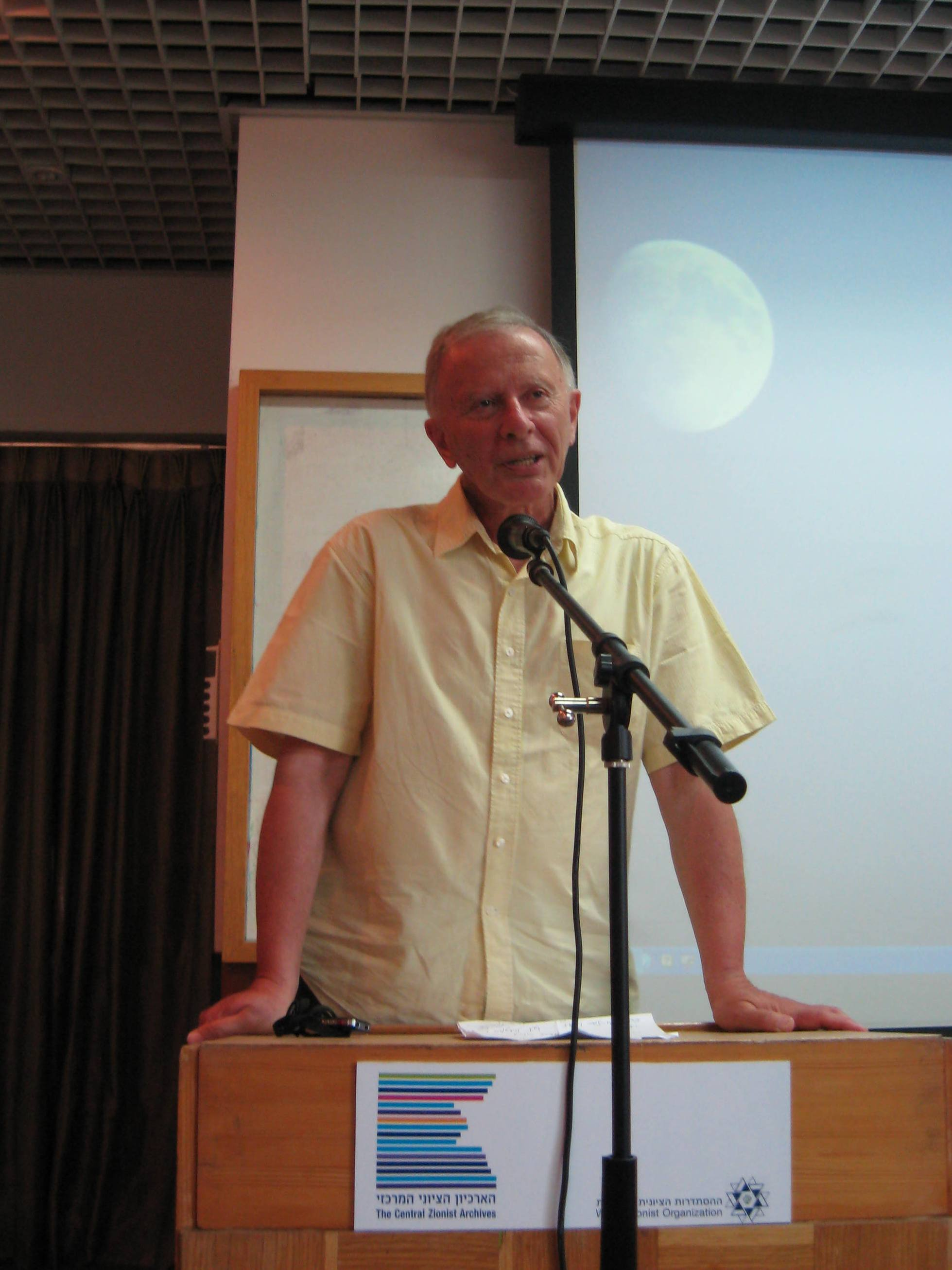
Robert S. Wistrich (2013)

Robert Solomon Wistrich (geboren 7. April 1945 in Lenger, Südkasachstan, Kasachische SSR; gestorben 19. Mai 2015 in Rom) war ein britisch-israelischer Historiker und Antisemitismusforscher polnischer Herkunft. Er war „Neuburger-Professor für Europäische Geschichte und Jüdische Geschichte“ an der Hebräischen Universität Jerusalem und Direktor des Vidal Sassoon International Center for the Study of Antisemitism.

## Leben
Wistrichs Großeltern waren jüdische Bürger im von der k.u.k. Monarchie beherrschten Krakau. Seine Eltern – sein Vater war Arzt – erlebten den Beginn des Zweiten Weltkriegs im polnischen Lemberg, das 1939 von der Sowjetunion besetzt wurde, und bald darauf wurden sie wie auch andere Polen in Gulags in die Sowjetunion deportiert. In Kasachstan, wo Robert geboren wurde, wurde sein Vater zweimal durch den NKWD inhaftiert. Nach dem Ende des Zweiten Weltkriegs konnte die Familie nach Polen zurückkehren, sie emigrierte wegen des Antisemitismus in Polen über Frankreich nach Großbritannien, wo Wistrich die Schule besuchte. Er begann ein Geschichtsstudium am Queens’ College der University of Cambridge, das er 1969 mit dem MA abschloss, woran sich ein einjähriges Studium in Israel anschloss.
Wistrich wurde 1974 an der University of London promoviert und war bis 1980 Forschungsdirektor am Institute of Contemporary History der Universität und an der Wiener Library. 1982 erhielt er einen Ruf an die Hebräische Universität Jerusalem. Von 1991 bis 1995 war er zusätzlich Lehrstuhlinhaber für Jewish Studies am University College London. 1999 gehörte er der Internationalen katholisch-jüdischen Historikerkommission aus drei Katholiken und drei Juden an, die die zwischen 1963 und 1981 entstandene Aktenedition Actes et documents du Saint-Siège relatifs à la Seconde Guerre mondiale zum Verhalten des Vatikans in der Zeit des Nationalsozialismus auf ihre Vollständigkeit untersuchen sollte. Die Gruppe stellte 2001 das Projekt unverrichteter Dinge ein, da die vatikanischen Behörden nicht im erwarteten Umfang kooperierten und Archivbestände freigaben. Der Vatikan bestritt diese Darstellung. Seit 2002 leitete er das Vidal Sassoon International Center for the Study of Antisemitism und war Herausgeber von dessen Zeitschrift Antisemitism International.
Wistrich hat eine Großzahl von Büchern, Buchbeiträgen und Zeitschriftenaufsätzen vorgelegt und wurde dafür mehrfach ausgezeichnet. Bereits seine 1985 verfasste Studie Socialism and the Jews erhielt den Preis des Vidal Sassoon International Center for the Study of Antisemitism und des American Jewish Committee. Das Buch The Jews of Vienna in the Age of Franz Joseph erhielt 1992 den österreichischen Anton-Gindely-Preis für die Geschichte der Donaumonarchie und Mitteleuropas. Die Studie Antisemitism. The Longest Hatred (1981) erhielt 1993 den Wingate Literary Prize for non-fiction in the UK. Diese diente dem PBS als Grundlage der dreistündigen Fernsehdokumentation The Longest Hatred, für die Wistrich das Script schrieb. Bei Channel 4 schrieb er 1993 für Luke Holland das Script zu Good Morning, Mr. Hitler, woraus danach das Buch Ein Wochenende in München entstand. Er wirkte an Hörfunksendungen über verschiedene Personen der jüngeren jüdischen Geschichte beim BBC Radio und beim Kol Israel mit. 2003 begleitete er die BBC-Dokumentation Blaming the Jews über den gegenwärtigen arabischen Antisemitismus und beriet 2006 die Produktion des Films Obsession: Radical Islam’s War Against the West.

## Schriften (Auswahl)
- Revolutionary Jews from Marx to Trotsky. Harap, London 1976, ISBN 0-245-52785-0.
- Trotsky. Fate of a Revolutionary. Robson Books, London 1979, ISBN 0-8128-2774-0.
- (Hrsg.): The Left Against Zion. Vallentine Mitchell & Co, 1979, ISBN 0-85303-199-1.
- Who's Who in Nazi Germany. Weidenfeld and Nicolson, London 1982, ISBN 0-415-12723-8.
  - Wer war wer im Dritten Reich. Anhänger, Mitläufer, Gegner aus Politik, Wirtschaft, Militär, Kunst und Wissenschaft. Überarbeitet und erweitert von Hermann Weiß, Harnack, München 1983, ISBN 3-88966-004-5.
- Socialism and the Jews. The dilemmas of assimilation in Germany and Austria-Hungary. Fairleigh Dickinson University Press, Rutherford, NJ 1982.
- Hitler's Apocalypse. Jews and the Nazi Legacy. Weidenfeld, London 1985.
- Der antisemitische Wahn. Hueber, Ismaning bei München 1987.
- Rosa Luxemburg, Leo Jogiches and the Jewish Labour Movement, 1893–1903. In: Ada Rapoport-Albert; Steven J. Zipperstein (Hrsg.): Jewish History. Essays in Honour of Chimen Abramsky. Halban, London 1988, S. 529–545 [Festschrift Chimen Abramsky].
- The Jews of Vienna in the Age of Franz Joseph. Published for the Littman Library by Oxford University Press, Oxford / New York 1989.
  - Die Juden Wiens im Zeitalter Kaiser Franz Josephs. Übersetzt aus dem Englischen von Marie-Therese Pitner und Susanne Grabmayr. Böhlau, Wien 1999, ISBN 3-205-98342-4
- Anti-Zionism and Antisemitism in the Contemporary World. New York University Press, New York 1990, ISBN 0-8147-9237-5.
- Antisemitism. The Longest Hatred. Herausgeber Fred Jordan. Pantheon Books, New York 1991.
- Austrians and Jews in the Twentieth Century. From Franz Joseph to Waldheim. St. Martin’s Press, New York, NY 1992.
- A Weekend in Munich. Art, propaganda and terror in the Third Reich. Consultant: Luke Holland. Pavilion, London 1995, ISBN 1-85793-318-4.
  - Ein Wochenende in München. Kunst, Propaganda und Terror im Dritten Reich. Berater: Luke Holland. Aus dem Engl. von Vladimir Delavre. Insel, Frankfurt am Main 1996, ISBN 3-458-16769-2.
- Demonizing the Other. Antisemitism, Racism and Xenophobia. Routledge, London 1999.
- Theodor Herzl. Visionary of the Jewish State. Herzl Press and Magnes Press, New York / Jerusalem 1999.
- Hitler and the Holocaust. Weidenfeld and Nicolson, London 2001.
  - Hitler und der Holocaust. Aus dem Engl. von Sabine Schulte. Berliner Taschenbuch-Verlag, Berlin 2003.
- Nietzsche. Godfather of Fascism? Princeton 2002.
- The Jedwabne Affair, The Stephen Roth Institute for the Study of Anti-Semitism and Racism, Universität Tel Aviv, 2002 Link.
- Muslim Anti-Semitism: A Clear and Present Danger. American Jewish Committee, New York 2002.
  - Muslimischer Antisemitismus. Eine aktuelle Gefahr. Aus dem Engl. von Clemens Heni unter Mitarb. von Thomas Weidauer. Mit einem Vorwort von Clemens Heni, einem Nachwort von Robert S. Wistrich sowie einer Bibliografie der Schriften von Robert S. Wistrich seit 1973. Ed. Critic, Berlin 2011, ISBN 978-3-9814548-1-9.
- Laboratory for World Destruction. Germans and Jews in Central Europe. Univ. of Nebraska Press, Lincoln, Neb. 2007, ISBN 978-0-8032-1134-6.
- A Lethal Obsession. Anti-Semitism from antiquity to the global Jihad. Random House, New York 2010, ISBN 978-1-4000-6097-9.
- From Ambivalence to Betrayal. The Left, the Jews and Israel. University of Nebraska Press, Lincoln 2012.
- (Hrsg.): Holocaust Denial. The Politics of Perfidy. De Gruyter, Berlin, Boston 2012, ISBN 978-3-11-028821-6.